# Stochastische Konvolution
Die stochastische Konvolution ist ein Konzept aus der Theorie der stochastischen partiellen Differentialgleichungen und eine Verallgemeinerung der klassischen Faltung. Sie stammt aus dem {\displaystyle C_{0}}-Halbgruppen-Ansatz für stochastische Evolutionsgleichungen  mit additivem Rauschen und ermöglicht die Darstellung von Lösungen solcher.

## Definition
Wir führen die Definition zuerst im Rahmen von {\displaystyle Q}-zylindrischen Wiener-Prozessen und danach bezüglich martingalwertiger Maße ein. Sei {\displaystyle (\Omega ,{\mathcal {A}},P)} ein Wahrscheinlichkeitsraum.

### Bezüglich zylindrischer Wienerprozesse
Sei {\displaystyle H} ein reeller Hilbertraum, {\displaystyle E} ein reeller Banachraum und {\displaystyle L(H,E)} der Raum der beschränkten linearen Operatoren von {\displaystyle H} nach {\displaystyle E}. Weiter sei {\displaystyle B\in L(H,E)} und {\displaystyle W_{t}} ein {\displaystyle Q}-zylindrischer Wiener-Prozess. Betrachte das stochastische Cauchy-Problem
{\displaystyle {\begin{aligned}dX(t)&=AX(t)\,dt+B\,dW_{t},&t\in [0,T],\\X(0)&=0\quad {\text{fast sicher}}.\end{aligned}}}
wobei {\displaystyle A} der infinitesimale Generator einer {\displaystyle C_{0}}-Halbgruppe {\displaystyle (S(t))_{t\geq 0}} von beschränkten linearen Operatoren auf {\displaystyle E} ist.
Dann ist die stochastische Konvolution {\displaystyle W_{A}(t)} gegeben durch das stochastische Integral
{\displaystyle W_{A}(t):=\int _{0}^{t}S(t-s)B\,dW_{s}.}

### Bezüglich martingalwertiger Maße
Sei {\displaystyle \Phi } ein lokalkonvexer Raum, {\displaystyle \Phi '} sein topologischer Dualraum, {\displaystyle M} ist ein zylindrisches martingalwertiges Maß mit Werten in {\displaystyle \Phi '}. Betrachte die folgende stochastische Evolutionsgleichung
{\displaystyle {\begin{aligned}dX_{t}&=\left(A'X_{t}+B(t,X_{t})\right)\,dt+\int _{U}F(t,u,X_{t})\,M(dt,du),\quad t\geq 0,\\X_{0}&=Z_{0}.\end{aligned}}}
wobei
- {\displaystyle U} ein topologischer Raum ist,
- {\displaystyle A'} ist der adjungierte Operator des Generators {\displaystyle A} einer {\displaystyle C_{0}}-Halbgruppe {\displaystyle (S(t))_{t\geq 0}} auf einem nuklearen Raum {\displaystyle \Psi } ist,
- {\displaystyle Z_{0}} eine {\displaystyle \Phi '}-wertige Zufallsvariable,
- {\displaystyle F(t,u,x)} und {\displaystyle B(t,x)} entsprechende messbare Anforderungen erfüllen.

Die stochastische Konvolution ist definiert als
{\displaystyle W_{A}(t):=\int _{0}^{t}\int _{U}S(t-s)'F(s,u,X_{s})\,M(ds,du).}